# A Little Chaos
A Little Chaos és un drama britànic de 2014 dirigit per Alan Rickman. L'argument va ser ideat per Allison Deegan, que va escriure el guió juntament amb Rickman i Jeremy Brock. La pel·Lícula és protagonitzada per Kate Winslet, Matthias Schoenaerts, Alan Rickman, Stanley Tucci, Helen McCrory, Steven Waddington, Jennifer Ehle i Rupert Penry-Jones. La cinta va ser finançada per Lionsgate UK i produïda per BBC Films.
Es tracta de la segona pel·lícula dirigida per Rickman, després d'El convidat d'hivern , estrenada el 1997. És també la segona col·laboració de Rickman amb l'actriu Kate Winslet, després de la pel·lícula de 1995 Sentit i sensibilitat. La filmació es va realitzar a Londres a mitjans de 2013.
La pel·lícula es va estrenar al Festival Internacional de Toronto de 2014, en la seva jornada de cloenda, el 13 de setembre de 2014. Ha estat subtitulada al català.

## Repartiment
- Kate Winslet - Sabine De Barra
- Matthias Schoenaerts - André Le Nôtre
- Alan Rickman - Lluís XIV
- Stanley Tucci - Felip, duc d'Orléans[9]
- Helen McCrory - Madame Françoise Le Nôtre
- Steven Waddington - Duras
- Jennifer Ehle - Madame de Montespan
- Rupert Penry-Jones - Antoine Nompar de Caumont
- Paula Paul - Elisabet Carlota del Palatinat
- Danny Webb - Moulin
- Phyllida Law - Suzanne
- Pauline Moran - Ariane[10]
- Cathy Belton - Louise
- Morgan Watkins - Luc
- Adrian Schiller - Jean Risse
- Adrian Scarborough - Daniel Le Vielle
- Angus Wright - Sualem
- Alistair Petrie - De Ville
- Henry Garrett - Vincent
- Jamie Bradley - Marquis Du Vasse
- Adam James - Monsieur De Barra